# 佩德羅蒙卡約縣
佩德羅蒙卡約縣（西班牙語：Cantón Pedro Moncayo），是厄瓜多爾的縣份，位於該國北部，由皮欽查省負責管轄，始建於1911年9月26日，面積332平方公里，海拔高度2,341米，2010年人口33,172，人口密度每平方公里99.92人。
0°13′S 78°31′W / 0.217°S 78.517°W